# Take My Wife, Sleaze
«Take My Wife, Sleaze» (рус. Бери мою жену, слизняк) — восьмой эпизод одиннадцатого сезона «Симпсонов».

## Сюжет
Гомер и Мардж выигрывают мотоцикл в танцевальном конкурсе. Позже Гомер решает создать банду мотоциклистов под названием «Адский Сатана». Но есть одна проблема — название уже занято, а когда две банды сталкиваются друг с другом, то всегда происходят несчастья. Вот и сейчас — байкеры из настоящей «Адской Сатаны» поселяются  в доме Симпсонов, не дают им житья, а позже даже похищают Мардж.